# Viol2t
Viol2t（バイオレット、2000年4月17日 - ）は、韓国出身のプロゲーマー、ストリーマー。本名はパク・ミンギ（韓:박민기・英: Park Min-ki）。「ZETA DIVISION」所属。 FPSゲーム『Overwatch』の競技大会を中心に活動している。

## 略歴
2000年、韓国仁川広域市にて生誕。
2017年にOverwatch Contenders のチームである「O2 Blast」に加入。
その後2018年秋に「San Francisco Shock」に加入し、Overwatch Leagueに活躍の場を移す。「Overwatch League 2019 - Playoffs」では初戦で「Atlanta Reign」に3 - 4で敗れるも、敗者復活戦から勝ち上がりチームの初優勝に導く。なおこの大会でViol2tは2度も試合のMVPに輝いている。翌年の「Overwatch League 2020 - Playoffs - Grand Finals」でも主力としてチームの2連覇に貢献した。その後も活躍を続け名実共に、世界最強のゼニヤッタ使いとして名を馳せた。
Overwatch League廃止後は韓国に戻り、元リーガー中心に結成されたチームである「From The Gamer」に加入する。戦いの舞台を「OWCS Korea」に移し、韓国大会では3位、アジア大会では3位の成績を収めた。
そして2024年6月から日本のプロeスポーツチームである「ZETA DIVISION」にOverwatch部門の初期メンバーとして加入。「Overwatch Champions Series 2024 - Asia Stage」で3位、「Esports World Cup」では4位に輝くなど現在まで活躍を続けている。

## 人物・エピソード
- トキシックとして知られている。
- Overwatch League時代は主にフレックスサポートとしてプレーしており、ゼニヤッタやバティストは大会を通してトップクラスの実力を誇っていた。その後FiNNがチームメイトになると、主にメインサポートととなり、ルシオやブリギッテを得意としている。
- 2021年にはNAサーバーのサポートのランキングにて、自身のアカウント４つで1,2,3,4位を独占した。
- リーグオブレジェンドも得意としている
- 「ドーパミンギ」という愛称がある。